# Anni 920 a.C.
Gli anni 920 a.C. sono il decennio che comprende gli anni dal 929 a.C. al 920 a.C. inclusi.

## Eventi, invenzioni e scoperte
- 928 a.C. — Alla morte del re Salomone suo figlio Roboamo non è capace di tenere insieme le tribù di Israele: quelle del nord si separano a formare il Regno di Israele nominando Geroboamo re. Roboamo regna sulle rimanenti tribù che formano il Regno di Giuda
- 925 a.C. — Sacco di Gerusalemme nell'ambito della Conquista militare di Canaan da parte di Sheshonq I
- 922 a.C. — Osorkon I succede al padre Sheshonq I sul trono del Regno d'Egitto
- 922 a.C. — Forbante, arconte perpetuo di Atene, muore dopo trenta anni di regno e gli succede il figlio Megacle

## Morti
- Iuput, sacerdote egizio
- Sheshonq I, faraone egizio